# Kabaret To Za Duże Słowo
Kabaret To za Duże słowo – polski kabaret z Katowic, powstał w marcu 2003.
Już po roku działalności scenicznej kabaret zdobył I miejsce na XX Pace.

## Skład kabaretu
- Maciej Michalski
- Michał Bucholc
- Tomasz Kiernożycki

### Byli członkowie
- Daniel Sęda
- Szymon Matuszyński

## Nagrody
- I nagroda na XX Przeglądzie Kabaretów PaKA 2004

Ponadto kabaret "To za Duże słowo" otrzymał:
- Nagrodę specjalną – "Spacer z "Robertem Korzeniowskim"
- Nagrodę publiczności pierwszego dnia konkursu
- Nagrodę przechodnią za najlepszy rekwizyt
- Wyróżnienie aktorskie dla Daniela Sędy

I nagroda na Kabaretowym Festiwalu Pozytywnej Kultury Studenckiej "Wrocek 2004"
Ponadto kabaret "To za Duże słowo" otrzymał:
- Nagrodę publiczności

- I nagroda na IX Ogólnopolskim Festiwalu Sztuki Słowa "...Czy to jest kochanie?", Elbląg 2005